# Piesze pielgrzymki na Jasną Górę

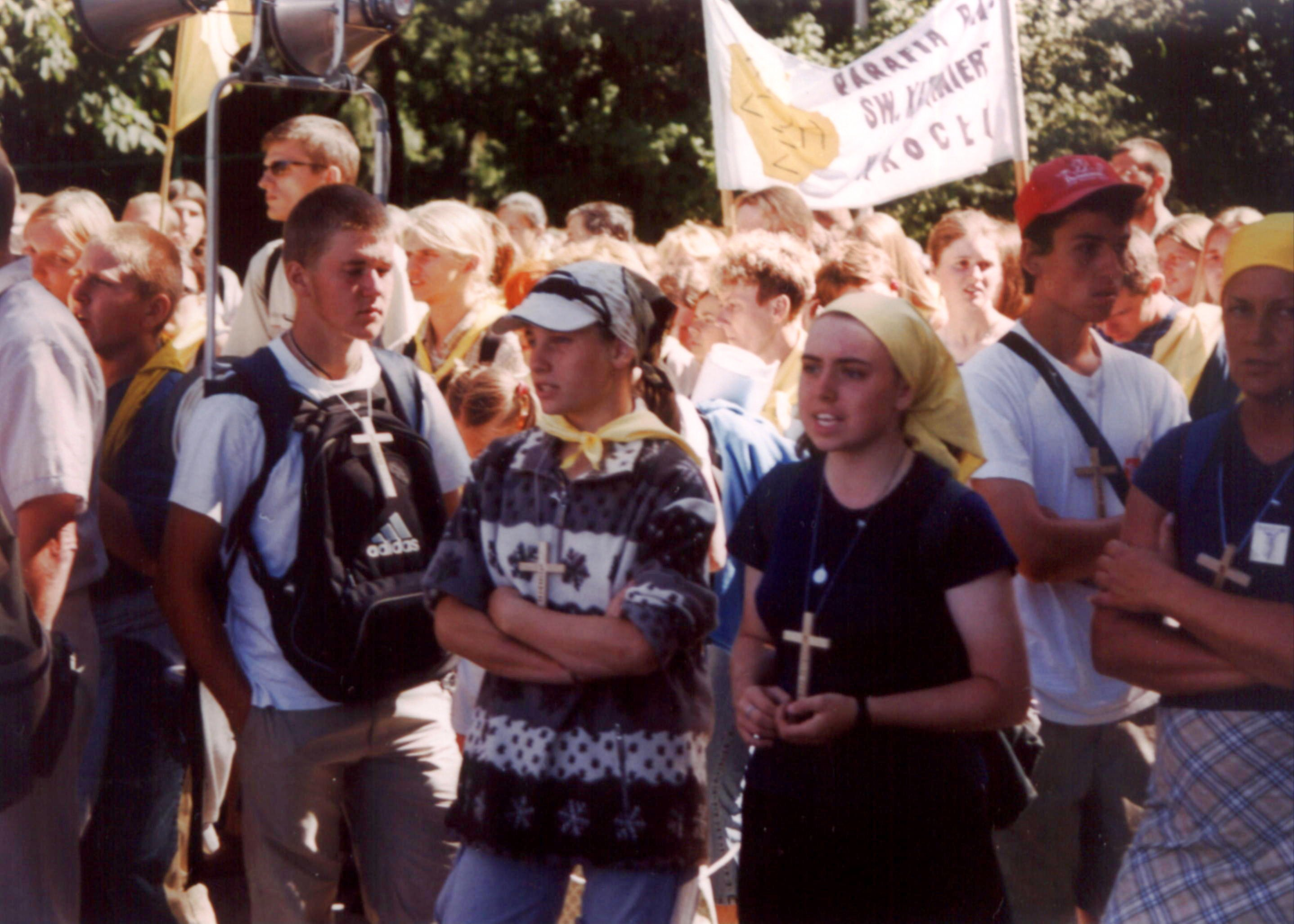
Pielgrzymi przybywający na Jasną Górę (Pielgrzymka Wrocławska, 2003)

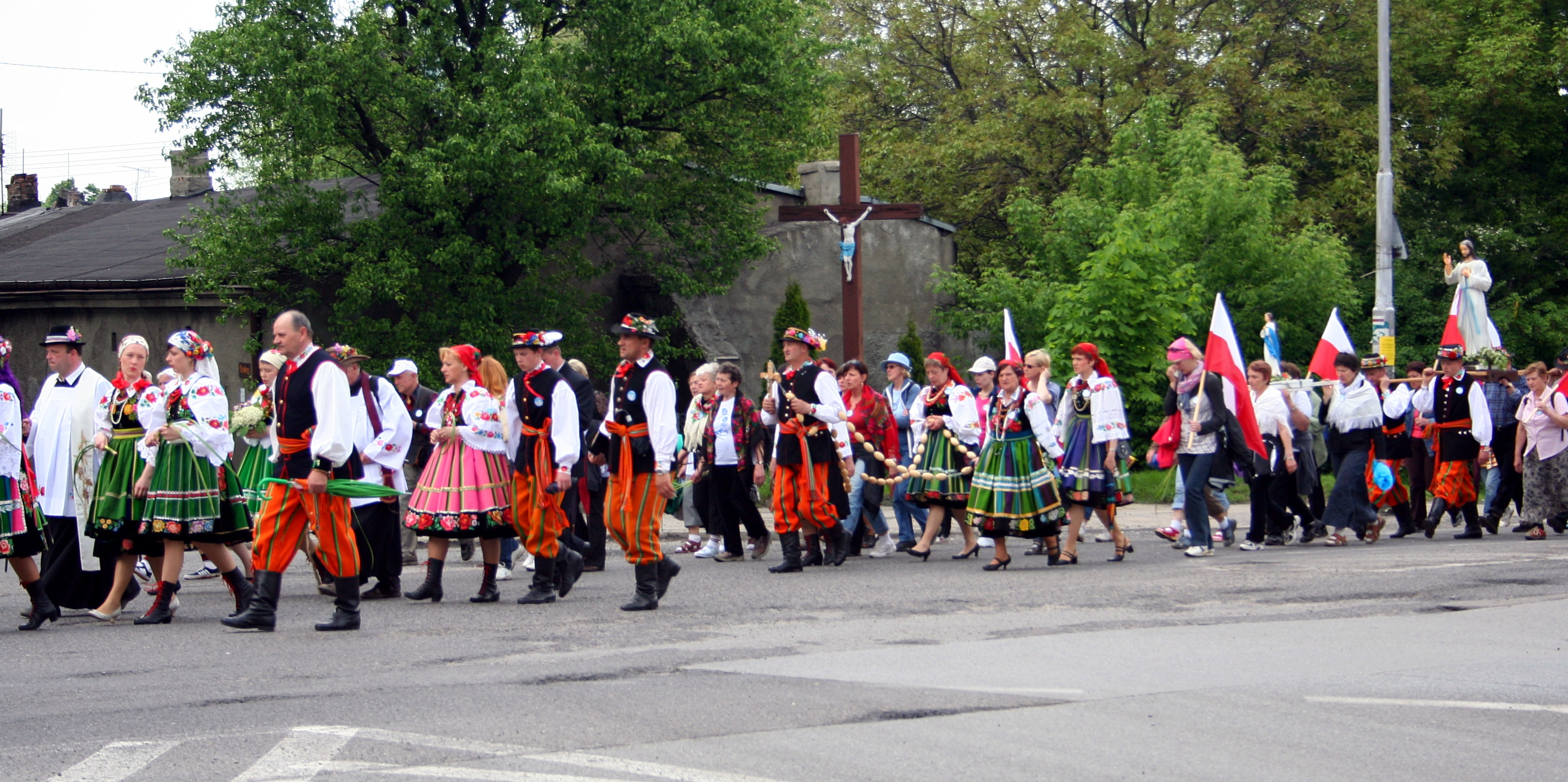
Pielgrzymka Łowicka na Jasną Górę (2010)

Piesze pielgrzymki na Jasną Górę – coroczne piesze pielgrzymki na Jasną Górę, które wyruszają z wielu miast Polski w okresie letnim. Pielgrzymki kończą się wejściem na Jasną Górę. Większość z nich przybywa do Częstochowy na Uroczystość Wniebowzięcia Najświętszej Marii Panny (15 sierpnia), część na Uroczystość Matki Bożej Częstochowskiej (26 sierpnia).
W 2019 roku w pielgrzymkach pieszych na Jasną Górę wzięło udział około 125 tysięcy osób, z czego około 87 tysięcy osób wzięło udział w pielgrzymkach docierających przed 15 sierpnia, a 37 tysięcy przed 26 sierpnia. Ponadto, istnieją pielgrzymki rowerowe, rolkowe, biegowe, konne i inne. Największymi pielgrzymkami w 2019 roku były pielgrzymki: krakowska (8500 pielgrzymów), tarnowska (8100), warszawska oraz radomska (po ok. 6000 pielgrzymów), warszawska akademicka (3600 pielgrzymów) i podlaska (3200 pielgrzymów).
Najważniejsze polskie piesze pielgrzymki na Jasną Górę:
| Miasto                       | Szacunkowa liczba uczestników | Odległość (km) | Czas trwania                                          | Od roku   | Pełna nazwa |
| ---------------------------- | ----------------------------- | -------------- | ----------------------------------------------------- | --------- | --- |
| Aleksandrów Łódzki           | 350                           | 135            | 21–24 sierpnia                                        | 1983      | Piesza Pielgrzymka z Aleksandrowa Łódzkiego na Jasną Górę                                                                                                   |
| Białystok                    | 400                           | 480            | 30 lipca – 12 sierpnia                                | 1987      | Białostocka Piesza Pielgrzymka na Jasną Górę |
| Bielsko-Biała                | 1800                          | 153            | 6–11 sierpnia                                         | 1992      | Piesza Pielgrzymka Diecezji Bielsko-Żywieckiej na Jasną Górę                                                                                                |
| Drohiczyn                    | 800                           | 422,5          | 30 lipca – 13 sierpnia                                | 1991      | Piesza Pielgrzymka Drohiczyńska na Jasną Górę |
| Elbląg                       | 309                           | 500            | 28 lipca - 11 sierpnia                                | 1993      | Piesza Pielgrzymka Elbląska |
| Ełk                          | 250                           | 550            | 26 lipca – 11 sierpnia                                | 1992      | Ełcka Piesza Pielgrzymka na Jasną Górę |
| Gdańsk                       | 500                           | 550            | 28 lipca – 12 sierpnia                                | 1982      | |
| Gdynia                       | 130                           | 552            | 26 lipca – 12 sierpnia                                | 1985      | Gdyńska Piesza Pielgrzymka na Jasną Górę |
| Gliwice                      | 1500                          | ok 100         |                                                       | 1626      | Gliwicka Piesza Pielgrzymka na Jasną Górę |
| Głogów                       | 500                           | 300            | 2–12 sierpnia                                         | 1981      | Piesza Pielgrzymka Głogowska |
| Głowno                       | 300                           | 170            | 20–26 sierpnia                                        | 1987      | Diecezjalna Piesza Pielgrzymka Rodzin z Głowna na Jasną Górę                                                                                                |
| Gniezno                      | 1200                          | 266            | 28 lipca – 5 sierpnia                                 | 1983      | Piesza Pielgrzymka Archidiecezji Gnieźnieńskiej |
| Kalisz                       | 2200                          | 145            | 6–13 sierpnia, potem pieszo z powrotem                | 1637      | Kaliska Piesza Pielgrzymka na Jasną Górę |
| Kaszubska z Helu             | 300                           | 638            | 25 lipca – 12 sierpnia                                | 1981      | |
| Kielce                       | 2344                          | 230            | 6–13 sierpnia                                         | 1981      | Kielecka Piesza Pielgrzymka na Jasną Górę |
| Kraków                       | 5500                          | 150–220        | od 3–6 do 11 sierpnia                                 | 1981      | Piesza Pielgrzymka Arch. Krakowskiej |
| Legnica                      | 700                           | 260            | 26 lipca – 4 sierpnia                                 | 1993      | Piesza Pielgrzymka Legnicka na Jasną Górę |
| Lublin                       | 1100                          | 320            | 3–14 sierpnia                                         | 1979      | Lubelska Piesza Pielgrzymka na Jasną Górę |
| Łomża                        | 400                           | 450            | 1–14 sierpnia                                         | 1984      | Łomżyńska Piesza Pielgrzymka na Jasną Górę |
| Łowicz                       | 300–400                       | 190            | maj–czerwiec                                          | 1656      | Łowicka Piesza Pielgrzymka na Jasną Górę |
| Łódź                         | 2500                          | 130            | 21–24 sierpnia, 24–26 sierpnia (pobyt w Częstochowie) | 1926      | Piesza Pielgrzymka Łódzka na Jasną Górę |
| Opole                        | 2500                          |                | ok. 15–20 sierpnia                                    | 1976      | Piesza Pielgrzymka Opolska na Jasną Górę |
| Pabianice                    |                               | 120            | 20–29 sierpnia, potem pieszo z powrotem               | 1468      | Pabianicka Piesza Pielgrzymka na Jasną Górę |
| Pelplin                      | 840                           | 368/500        | 28 lipca / 2 sierpnia - 13 sierpnia                   | 1992      | Piesza Pielgrzymka Diecezji Pelplińskiej na Jasną Górę |
| Piotrków Trybunalski         | 600                           | 110            | 11–19 lipca                                           | 1869      | |
| Płock                        | 1200                          | 256            | 6–14 sierpnia                                         | 1982      | Piesza Pielgrzymka Diecezji Płockiej na Jasną Górę |
| Siedlce                      | 2500                          | 450            | 31 lipca-14 sierpnia                                  | 1981      | Piesza Pielgrzymka Podlaska na Jasną Górę |
| Poznań                       | 1800                          | 300            | 6–15 lipca                                            | 1934      | Poznańska Piesza Pielgrzymka na Jasną Górę |
| Przemyśl                     | 2000                          | 380            | 4–15 lipca                                            | 1978      | Przemyska Piesza Pielgrzymka na Jasną Górę |
| Radom                        | 7255                          | ok. 280        | 6–13 sierpnia                                         | 1978      | Piesza Pielgrzymka na Jasną Górę Diecezji Radomskiej |
| Radomsko                     | 150                           | 85             | 24-27 sierpnia                                        |           | |
| Rzeszów                      | 730                           | ok. 300        | 4–13 sierpnia                                         | 1978      | Rzeszowska Piesza Pielgrzymka na Jasną Górę |
| Rybnik                       | 4000                          | ok. 120        |                                                       | 1945      | |
| Sandomierz                   | 1000                          |                | 2/4 - 12 sierpnia                                     | 1984      | Piesza Pielgrzymka Ziemi Sandomierskiej |
| Sosnowiec                    | 1600                          |                |                                                       |           | Piesza Pielgrzymka Sosnowiecka |
| Sulejów                      | 300                           | 100            | 22–29 sierpnia                                        | 1984      | |
| Szczecin                     | 330                           | 608            | 25 lipca – 13 sierpnia                                | 1983      | Szczecińska Piesza Pielgrzymka na Jasną Górę |
| Świder                       | 880                           | 250            | 5–14 sierpnia                                         | 1981      | Świderska Pielgrzymka Piesza MSF na Jasną Górę |
| Świdnica                     | 500                           |                | 1-8 sierpnia                                          | 2004      | Piesza Pielgrzymka Diecezji Świdnickiej na Jasną Górę |
| Tarnów                       | 7200                          | 240            | 17–25 sierpnia                                        | 1983      | Piesza Pielgrzymka Tarnowska na Jasną Górę |
| Toruń                        | 2000                          | 300            | 4–13 sierpnia                                         | 1978      | Piesza Pielgrzymka Diecezji Toruńskiej na Jasną Górę |
| Trzemeśnia                   | 140                           | 162            | 10–16 lipca                                           | 1983      | Piesza Pielgrzymka z Trzemeśni na Jasną Górę |
| Warszawa (kilka pielgrzymek) | 10 000                        | ok. 250        | 5/6–15 sierpnia                                       | 1711/1981 | Warszawska Pielgrzymka Piesza, Warszawska Akademicka Pielgrzymka Metropolitalna, ponadto pielgrzymka tradycyjna, niepełnosprawnych, Praska Rodzin oraz inne |
| Wieruszów                    | 250                           | 100            | 23–29 sierpnia                                        | 1739      | Wieruszowska Pielgrzymka Piesza na Jasną Górę |
| Włocławek                    | 1025                          | 300            | 6–13 sierpnia                                         | 1989      | Piesza pielgrzymka diecezji włocławskiej na Jasną Górę |
| Wrocław                      | 1500                          | 230            | 2–10 sierpnia                                         | 1981      | Piesza Pielgrzymka Wrocławska na Jasną Górę |
| Zamość                       | 450                           | 360            | 2–14 sierpnia                                         | 1983      | Piesza Pielgrzymka Zamojsko-Lubaczowska |
| Zielona Góra                 | 1200                          | 400–450        | 29/31 lipca – 12 sierpnia                             |           | |
| Żywiec                       | 300                           | 170            | 23–29 sierpnia                                        | 1611      | Piesza Pielgrzymka Żywiecka |